# Aldo Monza
Aldo Monza (Rho, 20 agosto 1969) è un allenatore di calcio ed ex calciatore italiano, di ruolo centrocampista.

## Carriera

### Giocatore
Centrocampista mediano-incontrista. Ha militato in serie A col Parma collezionando 18 presenze. 254 sono le complessive in Serie B, con 10 reti realizzate. Undici le gare con la Nazionale Under21, guidata da Cesare Maldini, biennio 1990/1992.
Compie la trafila nel settore giovanile dell'Inter, approdando alla formazione Primavera guidata dal Campione del Mondo 82, Giampiero Marini per la stagione 1987-1988. In una formazione che tra gli altri annovera Paolo Tramezzani, Fabio Gallo, Fausto Pizzi, Dario Morello, Luca Mondini.
Per il campionato 1988-1989, diciottenne, firma il suo primo contratto da professionista col Catanzaro, in serie B, avendo come allenatore Gianni Di Marzio, scende una sola volta in campo, poi nel calciomercato autunnale, agli inizi di novembre 1988 passa al Prato in serie C1. Forma la linea mediana del centrocampo laniero con Roberto Labadini. Lotta per la promozione fino all'ultima giornata, quando nello scontro diretto in trasferta con la Reggiana, i toscani vengono sconfitti, mentre i granata salgono. Al termine del campionato colleziona 23 presenze e 2 gol.
L'Inter lo gira nuovamente in prestito questa volta al Parma in serie B (27 partite 2 gol) con cui conquista la promozione in serie A degli emiliani. Confermato nei gialloblu nella successiva stagione di serie A, disputa 17 partite su 34 incontri esordendo in massima serie il 23 settembre 1990 in Parma-Napoli 1-0.
Nel 1991 torna a giocare in serie B col Modena disputando 30 partite, 3 gol. L'anno successivo rientra al Parma in serie A, con cui colleziona una presenza in campionato, una presenza in Coppa delle Coppe (contro l'Újpest FC) prima di trasferirsi a ottobre in Calabria: viene ingaggiato dall'ambizioso Cosenza che punta alla promozione in serie A. Con la formazione rossoblu gioca 4 positive stagioni di serie B, collezionando in campionato 122 presenze, 4 gol. Il Cosenza, è la squadra dove Monza gioca di più in carriera.
Terminata la parentesi calabrese, continua a giocare nei cadetti altre due stagioni: nel 1996-97 gioca nella Lucchese (31 partite), nel 1997-98 nell'Ancona (30 partite 1 gol) con cui retrocede in C1. Nel 1998-99 è capitano del Savoia (29 partite 2 gol) con cui conquista la promozione in serie B (l'ultima avvenne 50 anni prima) attraverso i play-off. L'anno successivo inizia coi campani il torneo di B (13 partite), a gennaio si trasferisce alla Nocerina (13 gare) con cui ottiene l'ottavo posto in C1.
Ottiene nella stagione successiva la promozione in C1 col Taranto giocando 32 partite e mettendo a segno 2 gol. Resta coi pugliesi l'anno seguente, sfiorando la Serie B persa nello spareggio play-off col Catania (realizza in campionato 2 gol in 27 presenze). Nella stagione 2002-03 ottiene la promozione col Novara che vince il campionato di C2: 27 partite 1 gol.
Coi piemontesi gioca i due successivi campionati di C1, collezionando 30 presenze il primo anno, 31 presenze 1 gol il secondo. Nel 2005 passa al Como in serie D (31 partite 2 gol) in una stagione che vede i lariani perdere gli spareggi play-off con la Tritium; nella stagione 2006-2007 gioca nel Veveri, club di Eccellenza piemontese dove a 38 anni chiude la carriera.

### Allenatore
Inizia la carriera da allenatore da febbraio 2007 con la formazione Berretti del Novara. La stagione 2007-2008 è allenatore della U.S. Folgore Verano, squadra di Verano Brianza che milita nel campionato di Eccellenza lombarda: la squadra si piazza terza in campionato, vince i play-off battendo il Seregno in casa (1-0) e il Ponte S. Pietro fuori casa (4-0) ma viene eliminata perdendo in casa 5-2 con l'Albignasego dopo aver vinto l'andata 3-2. Per la stagione 2008-2009 è confermato allenatore della Folgore Verano (Eccellenza), venendo esonerato il 20 gennaio 2009. Il 25 settembre 2009 diventa allenatore del Seregno, in Eccellenza lombarda, ottenendo la Coppa Italia regionale (Aurora Seriate-Seregno 1-2), e conquista la promozione in Serie D con la vittoria del campionato a quattro giornate dalla fine (1º aprile 2010 in Seregno-Mapello 1-0). La stagione 2010-2011 siede sulla panchina del Seregno fino all'11 ottobre quando dopo una vittoria e nella zona alta della classifica (13 punti in 7 partite) viene esonerato.
La stagione 2011-2012 allena i Giovanissimi Nazionali del Novara, portandoli alla conquista della finali nazionali, dopo aver superato i pari età della Sampdoria; viene eliminato dall'Inter che vince lo scudetto di categoria. Da luglio 2012 a giugno 2014 allena gli Allievi Nazionali del Novara.
Il 3 luglio 2014, sostiene gli esami e la discussione della tesi al Centro tecnico federale di Coverciano per il corso Master per abilitazione a Allenatori professionisti di prima categoria UEFA Pro.
Il 29 ottobre 2014, diventa vice-allenatore della Pro Patria, secondo di Luís Oliveira. Il 4 novembre è chiamato alla guida della prima squadra biancoblù.
Esordisce l'8 novembre in Pordenone-Pro Patria 2-3, primo successo stagionale esterno dei biancoblù, che per la prima volta nella storia espugnano il Bottecchia. Viene esonerato il successivo 9 dicembre.
Il 2 gennaio 2015 viene ingaggiato dal Legnano come allenatore della prima squadra, in sostituzione dell'esonerato Stefano Di Gioia. Porta la squadra alla vittoria del campionato dopo essersi piazzato secondo nella regular season alle spalle del Varese. Vince i play off battendo nell'ordine Ardor Lazzate (2-1), Torviscosa (2-1 e 2-0) ed in finale il St. Georgen (2-1 e 2-1).
Il 30 giugno 2016 viene ufficializzata la risoluzione del contratto che lo legava ai lilla..
Nella stagione 2016/17 è l'allenatore del Ciserano, squadra bergamasca militante nel girone B del campionato Nazionale di serie D. Nella stagione 2017/18 è l'allenatore della A.S.D. Caronnese 1927 che milita nel girone A del Campionato Nazionale di serie D.
Il 28 giugno 2018 è ingaggiato come allenatore in seconda del Venezia. Segue mister Vecchi anche l’anno successivo come allenatore della Südtirol.
Il 27 dicembre 2021 viene ingaggiato dall'Olginatese, da dove viene però esonerato il 7 marzo 2022.

## Statistiche

### Presenze e reti nei club
Statistiche aggiornate al termine della carriera.
| Stagione        | Squadra         | Campionato      | Campionato | Campionato | Coppe nazionali | Coppe nazionali | Coppe nazionali | Coppe continentali | Coppe continentali | Coppe continentali | Altre coppe | Altre coppe | Altre coppe | Totale | Totale |
| Stagione        | Squadra         | Comp            | Pres       | Reti       | Comp            | Pres            | Reti            | Comp               | Pres               | Reti               | Comp        | Pres        | Reti        | Pres   | Reti   |
| --------------- | --------------- | --------------- | ---------- | ---------- | --------------- | --------------- | --------------- | ------------------ | ------------------ | ------------------ | ----------- | ----------- | ----------- | ------ | ------ |
| 1987-1988       | Inter           | A               | 0          | 0          | CI              | 0               | 0               | CU                 | 0                  | 0                  | -           | -           | -           | 0      | 0      |
| set.-nov. 1988  | Catanzaro       | B               | 1          | 0          | CI              | 5               | 0               | -                  | -                  | -                  | -           | -           | -           | 6      | 0      |
| nov. 1988-1989  | Prato           | C1              | 23         | 2          | CI-C            | ?               | ?               | -                  | -                  | -                  | -           | -           | -           | 23+    | 2+     |
| 1989-1990       | Parma           | B               | 27         | 2          | CI              | 1               | 0               | -                  | -                  | -                  | -           | -           | -           | 28     | 2      |
| 1990-1991       | Parma           | A               | 17         | 0          | CI              | 0               | 0               | -                  | -                  | -                  | -           | -           | -           | 17     | 0      |
| 1991-1992       | Modena          | B               | 30         | 3          | CI              | 3               | 0               | -                  | -                  | -                  | -           | -           | -           | 33     | 3      |
| set.-ott. 1992  | Parma           | A               | 1          | 0          | CI              | 1               | 0               | CdC                | 1                  | 0                  | SI          | 0           | 0           | 3      | 0      |
| Totale Parma    | Totale Parma    | Totale Parma    | 45         | 2          |                 | 2               | 0               |                    | 1                  | 0                  |             | 0           | 0           | 48     | 2      |
| ott. 1992-1993  | Cosenza         | B               | 24         | 0          | CI              | 0               | 0               | -                  | -                  | -                  | -           | -           | -           | 24     | 0      |
| 1993-1994       | Cosenza         | B               | 35         | 1          | CI              | 2               | 0               | -                  | -                  | -                  | -           | -           | -           | 37     | 1      |
| 1994-1995       | Cosenza         | B               | 33         | 1          | CI              | 1               | 0               | -                  | -                  | -                  | -           | -           | -           | 34     | 1      |
| 1995-1996       | Cosenza         | B               | 30         | 2          | CI              | 1               | 0               | -                  | -                  | -                  | -           | -           | -           | 31     | 2      |
| Totale Cosenza  | Totale Cosenza  | Totale Cosenza  | 122        | 4          |                 | 4               | 0               |                    | -                  | -                  |             | -           | -           | 126    | 4      |
| 1996-1997       | Lucchese        | B               | 31         | 0          | CI              | 2               | 0               | -                  | -                  | -                  | -           | -           | -           | 33     | 0      |
| 1997-1998       | Ancona          | B               | 30         | 1          | CI              | 0               | 0               | -                  | -                  | -                  | -           | -           | -           | 30     | 1      |
| 1998-1999       | Savoia          | C1              | 25+3       | 2+0        | CI+CI-C         | 0+?             | 0+?             | -                  | -                  | -                  | -           | -           | -           | 28+    | 2+     |
| 1999-gen. 2000  | Savoia          | B               | 13         | 0          | CI              | 4               | 0               | -                  | -                  | -                  | -           | -           | -           | 17     | 0      |
| Totale Savoia   | Totale Savoia   | Totale Savoia   | 38+3       | 2+0        |                 | 4+              | 0+              |                    | -                  | -                  |             | -           | -           | 45+    | 2+     |
| gen.-giu. 2000  | Nocerina        | C1              | 13         | 0          | CI-C            | ?               | ?               | -                  | -                  | -                  | -           | -           | -           | 13+    | 0+     |
| 2000-2001       | Taranto         | C2              | 32         | 2          | CI-C            | ?               | ?               | -                  | -                  | -                  | -           | -           | -           | 32+    | 2+     |
| 2001-2002       | Taranto         | C1              | 27+2       | 2+0        | CI-C            | ?               | ?               | -                  | -                  | -                  | -           | -           | -           | 27     | 2      |
| Totale Taranto  | Totale Taranto  | Totale Taranto  | 59+2       | 4+0        |                 | ?               | ?               |                    | -                  | -                  |             | -           | -           | 61+    | 4+     |
| 2002-2003       | Novara          | C2              | 27         | 1          | CI              | 0               | 0               | -                  | -                  | -                  | -           | -           | -           | 27     | 1      |
| 2003-2004       | Novara          | C1              | 30         | 0          | CI              | ?               | ?               | -                  | -                  | -                  | -           | -           | -           | 30+    | 0+     |
| 2004-2005       | Novara          | C1              | 29+2       | 1+0        | CI              | ?               | ?               | -                  | -                  | -                  | -           | -           | -           | 31+    | 1+     |
| Totale Novara   | Totale Novara   | Totale Novara   | 86+2       | 2+0        |                 | ?               | ?               |                    | -                  | -                  |             | -           | -           | 88+    | 2+     |
| 2005-2006       | Como            | D               | 31         | 2          | CI-D            | ?               | ?               | -                  | -                  | -                  | -           | -           | -           | 31+    | 2+     |
| 2006-2007       | Veveri          | Ecc.            | ?          | ?          | -               | -               | -               | -                  | -                  | -                  | -           | -           | -           | ?      | ?      |
| Totale carriera | Totale carriera | Totale carriera | 516+       | 22+        |                 | 20+             | 0+              |                    | 1                  | 0                  |             | 0           | 0           | 537+   | 22+    |

## Palmarès

### Giocatore
- Campionato italiano Serie B: 1

Parma: 1989-1990
- Campionato italiano Serie C1: 1

Savoia: 1998-1999
- Campionato italiano Serie C2: 1

Taranto: 2000-2001
Campionato Italiano serie C2
Novara 1908 2002/03

### Allenatore
- Campionato italiano Eccellenza: 2

Seregno: 2009-2010
Legnano: 2015-2016
- Coppa Italia Dilettanti Lombardia: 1

Seregno: 2009-2010